# Račice (ort i Tjeckien, Mellersta Böhmen)
Račice är en ort i Tjeckien.   Den ligger i regionen Mellersta Böhmen, i den centrala delen av landet, 40 km väster om huvudstaden Prag. Račice ligger 238 meter över havet och antalet invånare är 159.
Terrängen runt Račice är platt åt sydost, men åt nordväst är den kuperad. Račice ligger nere i en dal. Runt Račice är det ganska tätbefolkat, med 80 invånare per kvadratkilometer. Närmaste större samhälle är Kladno, 18,7 km nordost om Račice. I omgivningarna runt Račice växer i huvudsak blandskog.